# 표범폐어
표범폐어 또는 프로톱테루스 에이티오피쿠스(Protopterus aethiopicus)는 아프리카폐어과에 속하는 폐어류의 일종이다. 아프리카에서 발견된다. 게놈이 1330억개의 염기쌍으로 이루어져 있어, 지구 상에 존재하는 척추동물 중에서 가장 큰 유전체를 갖고 있다.